# Maya Sendner
Maya Sendner (* 16. Mai 2004 in Osnabrück) ist eine deutsche Volleyballspielerin.

## Karriere
Sendner spielte in ihrer Jugend Volleyball im Tecklenburger Land beim SC Halen 58. 2019 wechselte die Mittelblockerin zum Bundesstützpunkt VCO Münster, wo sie in der 3. Liga West und seit 2021 in der 2. Bundesliga Nord spielte. Mit einem Zweitspielrecht kam sie 2021/22 auch beim Bundesligisten USC Münster zum Einsatz. 2022 wechselte Sendner zum Erstligisten VC Neuwied 77.
Sendner spielt auch in der deutschen Jugend-/Juniorinnen-Nationalmannschaft.